# Haplinis morainicola
Haplinis morainicola là một loài nhện trong họ Linyphiidae.
Loài này thuộc chi Haplinis. Haplinis morainicola được A. David Blest & Cor J. Vink miêu tả năm 2002.